# Łokorsko
Łokorsko (bułg. Локорско) – wieś w Bułgarii; 700 mieszkańców (2010).